# Rini Coolen
Rini Coolen (Arnhem, 10 februari 1967) is een Nederlandse voormalig voetbalspeler en trainer.
Zijn loopbaan als speler begon bij Arnhemse Boys en kwam in 1984 bij Go Ahead Eagles. Hij maakte zijn debuut in het betaald voetbal op 7 december 1985 in de wedstrijd Go Ahead Eagles-VVV-Venlo (2-1), toen hij na 65 minuten inviel voor Wim Woudsma.
In het seizoen 1989/1990 kwam hij een jaar uit voor SC Heracles om vervolgens in het seizoen 1989/1990 op De Vijverberg van De Graafschap te spelen. Hij ging terug naar Almelo en bleef tot 1994 bij SC Heracles voetballen. Coolen sloot zijn carrière af bij AZ Alkmaar, waar hij van 1994 tot 1996 voetbalde. In zijn laatste jaar als speler werd hij kampioen in de Eerste divisie. Zijn allerlaatste wedstrijd op het hoogste niveau speelde hij op 29 april 1995 (De Graafschap-AZ 4-1), toen hij na 25 minuten werd vervangen door Bennie Dekker.
Direct het seizoen daarna begon Coolen al aan zijn trainerscarrière, als assistent bij SC Heracles. In 1999 vertrok hij naar streekgenoot FC Twente waar hij dezelfde functie ging vervullen. In de zomer van 2004 werd Coolen aangesteld als hoofdtrainer bij de club uit Enschede. Het seizoen 2004/2005 bracht FC Twente naar zesde plaats in de competitie, boven verwachting. Echter, door tegenvallende resultaten in het seizoen 2005/2006, hield Coolen de eer aan zichzelf en stapte kort na de winterstop "in het belang van de club" op. Zijn vervanger was assistent Jan van Staa. Kort voor de start van het seizoen 2006/2007 werd Coolen door AGOVV Apeldoorn aangesteld als coach. Hij volgde oud-doelman Stanley Menzo op.
Op woensdag 21 februari 2007 bood Coolen zijn ontslag aan bij AGOVV Apeldoorn. Met AGOVV Apeldoorn haalde hij slechts twee punten uit negen wedstrijden. Op maandag 10 november 2008 maakte RBC Roosendaal bekend overeenstemming te hebben bereikt met Coolen over de gecombineerde functie van manager voetbalzaken en hoofdtrainer bij de Roosendaalse eerstedivisionist. Coolen tekende bij RBC Roosendaal een overeenkomst tot medio 2010. In de zomer van 2010 maakte hij de overstap naar Adelaide United.
Op 11 april 2013 werd bekend dat Coolen de nieuwe hoofd jeugdopleiding wordt van PEC Zwolle. Hij volgt hiermee Gert Peter de Gunst mee op. De Gunst zal worden doorgeschoven als assistent trainer van het eerste elftal. In augustus 2015 werd hij, naast zijn werkzaamheden bij PEC Zwolle, aangesteld als tijdelijk bondscoach van Aruba voor ten minste de dubbele ontmoeting tegen Saint Vincent en de Grenadines in de derde ronde van de kwalificatie voor het wereldkampioenschap voetbal 2018 in september. Aruba was in juni in de tweede ronde uitgeschakeld door Barbados waarna bondscoach Giovanni Franken stopte, maar ging alsnog door omdat Barbados een niet-speelgerechtigde speler opgesteld had. In 2016 was hij assistent van Fred Rutten bij Al-Shabab (Dubai). Vanaf 2018 is hij hoofd jeugdopleidingen bij Rosenborg BK. Op 19 juli werd hij ad interim aangesteld als hoofdtrainer. Hij leidde Rosenborg BK naar de zesentwintigste landstitel en de twaalfde Noorse beker. In 2019 zou hij weer terugkeren in zijn rol als hoofd jeugdopleiding. Op donderdag 11 juni 2020 werd bekend dat Coolen het nieuwe onder 21 elftal van Feyenoord onder zijn hoede zou nemen. Hij tekende een contract tot medio 2022. Op 21 mei 2021 maakte de Rotterdamse club bekend dat Coolen met ingang van het seizoen 21-22 werd aangesteld als hoofd jeugdopleiding van de stadionclub.
Na zijn vertrek bij de Rotterdammers ging Coolen aan de slag bij N.E.C..

## Clubstatistieken
| Seizoen | Club            | Land      | Competitie     | Duels | Goals |
| ------- | --------------- | --------- | -------------- | ----- | ----- |
| 1985/86 | Go Ahead Eagles | Nederland | Eredivisie     | 16    | 0     |
| 1986/87 | Go Ahead Eagles | Nederland | Eredivisie     | 20    | 0     |
| 1987/88 | Go Ahead Eagles | Nederland | Eerste divisie | 29    | 1     |
| 1988/89 | Heracles Almelo | Nederland | Eerste divisie | 29    | 1     |
| 1989/90 | Heracles Almelo | Nederland | Eerste divisie | –     | –     |
| 1989/90 | → De Graafschap | Nederland | Eerste divisie | 3     | 0     |
| 1990/91 | Heracles Almelo | Nederland | Eerste divisie | 37    | 1     |
| 1991/92 | Heracles Almelo | Nederland | Eerste divisie | 36    | 2     |
| 1992/93 | Heracles Almelo | Nederland | Eerste divisie | 21    | 2     |
| 1993/94 | Heracles Almelo | Nederland | Eerste divisie | 26    | 0     |
| 1994/95 | AZ              | Nederland | Eerste divisie | 24    | 0     |
| 1995/96 | AZ              | Nederland | Eerste divisie | 0     | 0     |
| Totaal  | Totaal          | Totaal    | Totaal         | 240   | 7     |

## Erelijst
| Nationaal               |    |         |
| Kampioen Eerste Divisie | 1x | 1995/96 |